# Lindbacka, Källhagen och Fredriksskans
Lindbacka, Källhagen och Fredriksskans – miejscowość (tätort) w Szwecji, w regionie administracyjnym (län) Gävleborg, w gminie Gävle.
Według danych Szwedzkiego Urzędu Statystycznego liczba ludności wyniosła: 445 (31 grudnia 2015), 488 (31 grudnia 2018) i 491 (31 grudnia 2019).